# Megarine
Megarine (în arabă المقارين) este o comună din provincia Ouargla, Algeria.
Populația comunei este de 13.751 de locuitori (2008).